# RM MODELS
『RM MODELS』（アールエム モデルズ）は、日本の月刊鉄道模型雑誌。略称「RMM」。ネコ・パブリッシングが発行する鉄道雑誌『レイルマガジン』の姉妹誌で、1995年に同誌から模型記事部分が独立して創刊された。

## 概要
鉄道模型の車両・レイアウトなど、縮尺（スケール）・軌間（ゲージ）を問わず鉄道模型に特化したものとなっており、当初は鉄道模型ではなく「模型鉄道」の普及を標榜した。独立からしばらくの期間は車両・レイアウトの工作記事が多かったものの、近年は工作記事が減っており、製品紹介に重点を置いた誌面構成となっている。2006年よりネットでの誌面ダウンロード販売を開始した。
広告が他誌に比べて多いが、それを情報源とするというユーザーがいる。「広告が重要な内容」と、フォーラムコーナーにて投稿されたことがある。
また、メーカーとコラボレートしたNゲージのプラスチック製キットや、模型店一覧の別冊などが付録として付くことがある。
競合誌である『鉄道模型趣味』や『とれいん』では16番ゲージ関連の記事が多いのに対し、本誌ではNゲージユーザーが多い現状から、特集や記事はNゲージ主体となっている。
これは各誌の創刊時期や時代ごとの流行の違いによるもので、歴史の長い『鉄道模型趣味』ではOゲージや1番ゲージ、『とれいん』を含めた両誌では欧米型HOゲージや軽便鉄道に代表されるナローゲージの記事も多く見られた。
なお、本誌創刊に携わって編集長も務めていた名取紀之は、鉄道模型趣味の発行元である機芸出版社の体制を刷新した際に同社に移籍して同誌の編集長に就任したため、現在はネコ・パブリッシング所属の本誌の編集者とはライバル関係に変化した。ただし、名取のTMS編集長就任はネコ・パブリッシング社の定年退職後丸2年以上経過してのことである。

## 連載内容
既に連載を終了したものを含む。これら連載の他に、MODEL FORUM（読者投稿作品紹介）や、新商品紹介などがある。
- 鉄道模型考古学・新鉄道模型考古学
- ま、お茶でも飲みながら（水野良太郎、隔月）
- 片野正巳の吊掛賛歌
- 路面モジュール
- Ｎゲージ建築施工入門（江頭剛）
- 今月のウソ電
- 屋鋪要のレイアウト訪問